# Stegana setifrons
Stegana setifrons är en tvåvingeart som beskrevs av Vasily S. Sidorenko 1997. Stegana setifrons ingår i släktet Stegana och familjen daggflugor. Inga underarter finns listade i Catalogue of Life.